# St. Martin (Döpshofen)

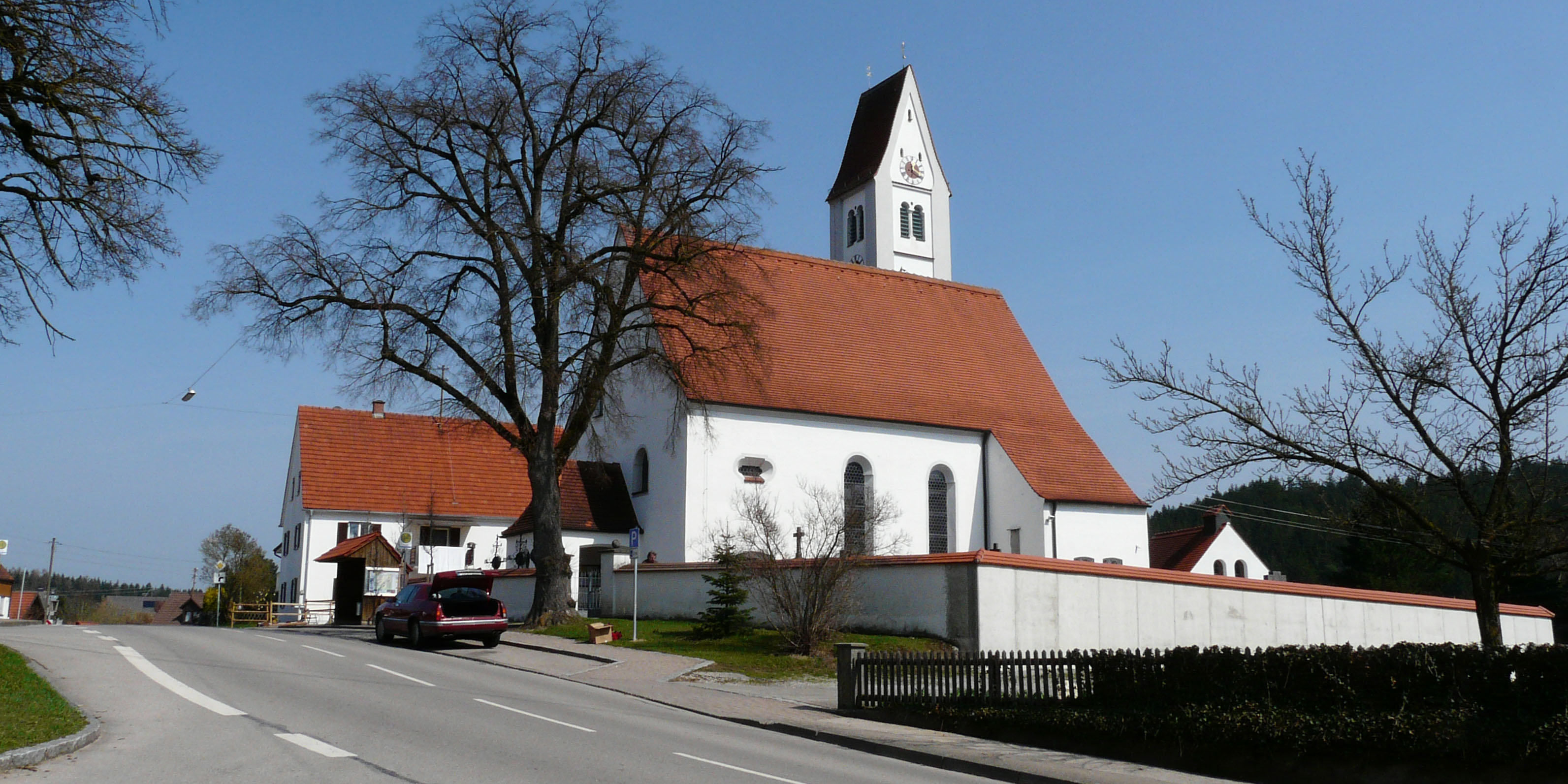
St. Martin in Döpshofen

Die römisch-katholische Pfarrkirche St. Martin steht in Döpshofen, einem Ortsteil von Gessertshausen im schwäbischen Landkreis Augsburg in Bayern. Das Bauwerk ist in der Liste der Baudenkmäler in Gessertshausen als Baudenkmal unter der Nr. D-7-72-148-6 eingetragen. Die Pfarrei gehört zur Pfarreiengemeinschaft Dietkirch im Dekanat Augsburg-Land des Bistums Augsburg.

## Beschreibung
Der Chor mit Fünfachtelschluss im Osten des Langhauses und die unteren Geschosse des Chorturms an der Nordwand des Chors sind spätgotisch. Im frühen 17. Jahrhundert wurde der Chorturm aufgestockt und mit einem Satteldach bedeckt. Sein oberstes Geschoss beherbergt hinter den als Biforien gestalteten Klangarkaden den Glockenstuhl. In den Giebeln befinden sich die Zifferblätter der Turmuhr. Das Portal der Saalkirche ist in einem Anbau untergebracht, das der Fassade im Westen vorgesetzt wurde. 1701/02 wurde das Langhaus neu gebaut und die Mauern des Chors erhöht. Im Süden befindet sich die Sakristei unter dem Schleppdach des Chors.
Der Innenraum des Langhauses ist mit einer Flachdecke überspannt, der des Chors mit einem Stichkappengewölbe. Die Altäre wurden 1803 aus der abgebrochenen   Klosterkirche Wessobrunn erworben. Der um 1725 gebaute Hochaltar wird Franz Schmuzer zugeschrieben. Ein Martin von Tours darstellendes Gemälde von Johann Joseph Anton Huber hängt zwischen den Statuen des heiligen Nikolaus und des heiligen Leonhard. Ein großes Fresko im Langhaus von 1802 stellt das Abendmahl Jesu dar. Alle übrigen Fresken hat 1961/62 Karl Manninger gestaltet. Die Entwürfe der Seitenaltäre stammen von Tassilo Zöpf.